# Hvidovrekredsen
Hvidovrekredsen er fra 2007 en opstillingskreds i Københavns Omegns Storkreds. Til og med 2006 var kredsen en opstillingskreds i Københavns Amtskreds, og omfattede dengang også en del af den nuværende Brøndbykreds.
Ved folketingsvalget den 15. september 2011 var der 36.028 stemmeberettigede vælgere i kredsen.
Kredsen omfatter følgende kommuner og valgsteder::
1. Hvidovre Kommune
  1. Avedøre Bibliotek
  2. Avedøre Skole
  3. Dansborghallen
  4. Frihedens Idrætscenter
  5. Holmegårdsskolen
  6. Medborgerhuset
  7. Præstemoseskolen
  8. Sønderkærskolen

## Folketingskandidater
| Liste | Parti                       | Kandidat | Bemærk                                                                  |
| ----- | --------------------------- | --- | ----------------------------------------------------------------------- |
| A     | Socialdemokratiet           | Maria Durhuus |                                                                         |
| B     | Radikale Venstre            | Susanne Wad Leth |                                                                         |
| C     | Det Konservative Folkeparti | |                                                                         |
| D     | Nye Borgerlige              | |                                                                         |
| F     | Socialistisk Folkeparti     | Anders Wolf Andresen |                                                                         |
| I     | Liberal Alliance            | |                                                                         |
| O     | Dansk Folkeparti            | Mikkel Dencker |                                                                         |
| V     | Venstre                     | Charlotte Munch |                                                                         |
| Ø     | Enhedslisten                | Annika Holm Nielsen |                                                                         |
| Å     | Alternativet                | Sikandar Siddique, Qasam Nazir Ahmad, Ken Patrick Petersson, Sofie Groth, Marianne Victor Hansen, Anders Stjernholm, Kim Christiansen, Thomas Holbech Anker | Er opstillet i samtlige opstillingskredse i Københavns Omegns Storkreds |